# William White (Sänger)

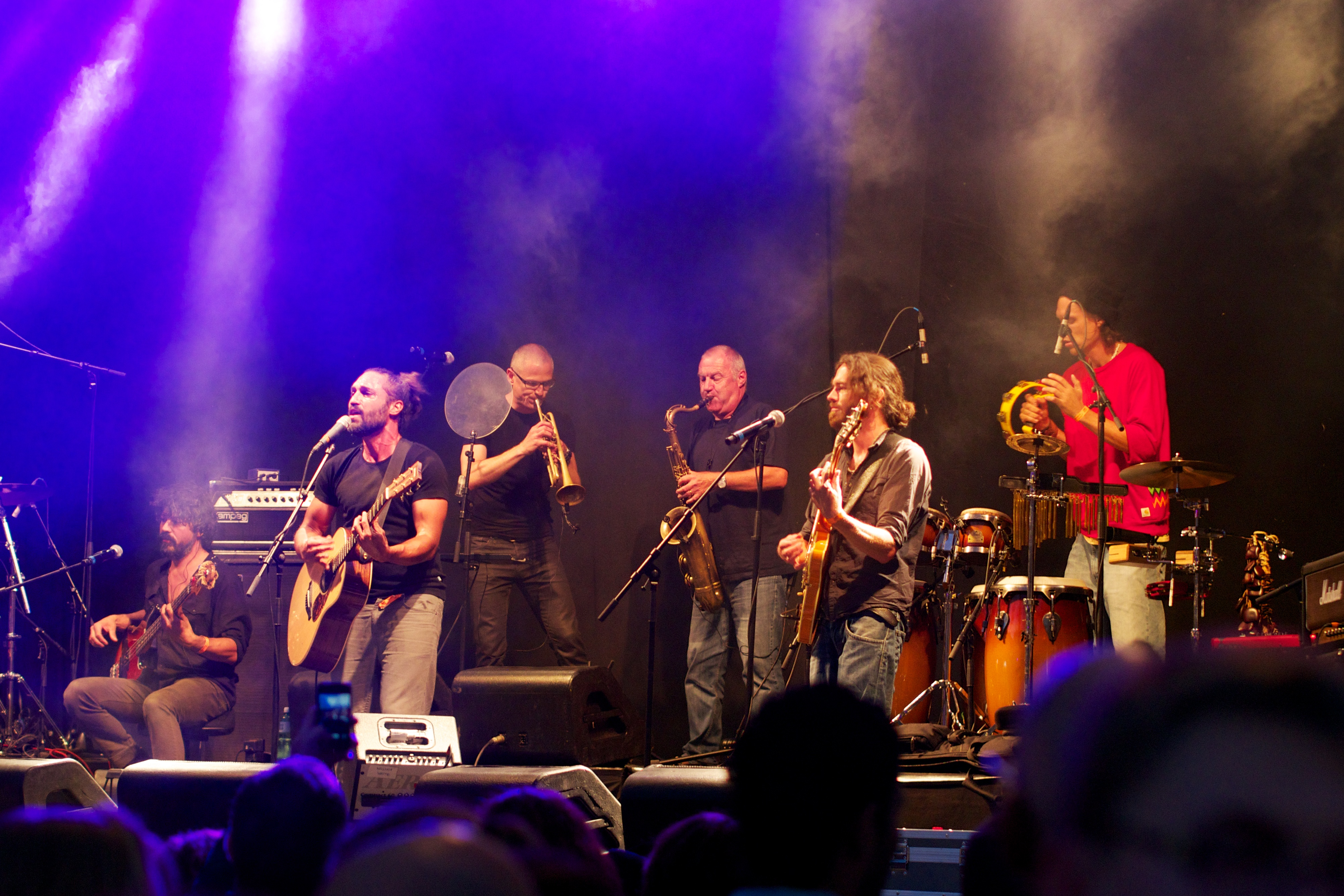
William White mit seiner Band am Openair auf dem Bundesplatz 2013

William White (* 15. Juni 1972 in Barbados) ist ein barbadisch-schweizerischer Musiker, der seit 2011 in Frutigen  lebt und zuvor jahrelang in Winterthur aktiv war.

## Leben
Geboren und aufgewachsen ist William White in Barbados. Mit 19 Jahren ging er nach Winterthur in die Schweiz, wo seine Mutter herstammt, um zu studieren. Nebenher arbeitete er als Kellner, als Songschreiber und als Sänger der Band Liz Libido, mit welcher er zwei Alben veröffentlichte. Schliesslich gab er das Studium zugunsten der Musik auf.
Sein erstes Soloalbum Undone erschien 2005. Mit dem Song The Rock hatte er zuvor einen Songwriter-Wettbewerb in den USA gewonnen. In der Folge tourte er mit seiner nach dem Erfolg kurzfristig zusammengestellten siebenköpfigen Begleitband The Emergency im Vorprogramm von Moneybrother, dem Jon Butler Trio und Ben Harper. Mit seinem zweiten Album Evolution kam 2008 der Durchbruch in der Schweiz. Es stieg im März des Jahres in die Top 10 der Albumcharts ein. Mit dem nächsten Album Freedom konnte er drei Jahre später den Erfolg wiederholen und erreichte erneut Platz 7.
2014 veröffentlichte William White ein weiteres Album. Open Country wurde auf Jamaika aufgenommen, enthält den Coversong Caution von Bob Marley und das Stück Rub A Dub, bei dem Toots & the Maytals mitwirken. Das Album stieg auf Platz 2 der Albumcharts ein. Mit dem selbstgeschriebenen Song For Your Love kam er auch in die Singlecharts.

## Live
William White ist live in verschiedensten Formationen unterwegs, die meistens aus Musikern von The Emergency bestehen. Kleinere Auftritte bestreitet er oft solo oder mit drei Begleitmusikern als halbakustisches Quartett.
William White entwickelt seine Songs stetig weiter und passt sie meistens auch auf die verschiedenen Formationen an. Während seine Songs auf Tonträger oft die Vier-Minuten-Grenze nicht überschreiten, dauern die meisten Lieder in Konzerten mit Band sechs Minuten und länger.

## Begleitmusiker
Zu The Emergency gehören Sam Siegenthaler (Gitarre und Backing Vocals), Mark Brazil (Percussion und Backing Vocals), Rodrigo Aravena (Bass und Backing Vocals), Chrigel Bosshard (Schlagzeug und Backing Vocals), Philippe Kuhn (Keyboard), Roman Weissert (Saxophon) und Silvan Kiser (Trompete und Backing Vocals). Der Saxophonist Roman Weissert wurde 2011 mit dem Kulturpreis der Stadt Winterthur ausgezeichnet.

## Diskografie
Alben
- Undone (2005)
- Bootleg One (live, 2007)
- Evolution (2008)
- Freedom (2011)
- Open Country (2014)

Lieder
- For Your Love (2014)